# Dante Parini
Dante Parini (Milano, 21 novembre 1890 – Milano, 11 aprile 1969) è stato uno scultore e pittore italiano.

## Biografia
Parini studiò all'Accademia di Brera sotto la guida di maestri quali Enrico Butti.
Fu scultore prevalentemente di monumenti ai soldati caduti delle guerre mondiali e monumenti sepolcrali, seguendo l'esempio del suo maestro Butti con grande abilità tecnica e con stile personale.
È sua la fontana-monumento eseguita nel 1924 nella Piazza Gran Paradiso a Milano in memoria dei caduti di Niguarda. Sono suoi, fra gli altri, i monumenti ai caduti di Tarquinia, opera animata da profondo sentimento e da sofferta umanità, e il monumento ai soldati caduti in guerra di Induno Olona.
Alcune sue opere sono nel Cimitero Monumentale di Milano, nel Santuario di San Felice (Parabiago), e nel cimitero di Sarzana. Ha realizzato all'interno della chiesa di Santa Maria Annunciata all'Ospedale Maggiore presso la Ca' Granda a Milano un bassorilievo in marmo con soggetto “Le guarigioni di Cristo”. Diverse delle sue opere sono conservate presso l'Ospedale di Niguarda, conosciuto come "la città dell'arte". Nel 1882 Dante Parini prese parte al secondo concorso per l'esecuzione della sculture del basamento del Vittoriano "Altare della Patria" a Roma, ma il suo progetto non fu scelto.
Dante Parini si dedicò anche alla pittura. Durante la sua lunga vita partecipò a diverse esposizioni internazionali.
Nel 1924 ebbe il Diploma di Socio Onorario dell'Accademia di Brera.
Fu primo sindaco di Brusimpiano, dopo la fine della seconda guerra mondiale.

## Riconoscimenti
- Diploma di Socio Onorario dell'Accademia di Brera, 1924
- La Città di Brusimpiano (prov. Varese), gli ha dedicato la titolazione di una primaria strada del centro cittadino: Via Dante Parini.
- Il Comune di Varese gli dedica la titolazione di una scuola liceale.

## Stile
Come scrive Carlo Ernesto Accetti nella biografia a lui dedicata nel 1942, le sue sculture funerarie esprimono pacata sofferenza e sereno mistero nella loro dignità statica, classica, mentre nei temi eroici suggeriti dalla guerra nei Monumenti ai Caduti lo scultore sprigiona i suoi valori di potenza e di forza, [...] lo stile levigato ma vigoroso dello scultore Parini, la spiritualità incantata e intima delle sue figure muliebri.

## Opere
- Ritratto di Bianca Maria Visconti, Busto in marmo, Raccolte d'arte dell'Ospedale Maggiore Milano, (1941), 53 cm x 37 cm x 73 cm, curatore Luciano Caramel[10].
- Fontana-Monumento ai Caduti di Niguarda, in memoria dei Caduti di Niguarda (1924), Piazza Gran Paradiso, Milano.
- Monumento in memoria dei Caduti di Tarquinia, (1924).
- Figura di soldato in combattimento, monumento in memoria dei Caduti di Induno Olona, (1924).
- Allegoria della Vittoria, monumento in memoria dei Caduti di Brusimpiano, scultura in rame su base in pietra, (1924).